# Rendere pan per focaccia
L'espressione rendere pan per focaccia è riferita a chi ricambia con eguale o maggiore asprezza una offesa, un torto o un danno ricevuti. Di significato simile ai modi di dire occhio per occhio dente per dente o colpo su colpo (in inglese tit for tat) 
Il modo di dire è certamente antichissimo e se ne trova la prima traccia scritta nell'ottava novella dell'ottavo giorno del Decamerone, laddove il Boccaccio fa dire dalla moglie di Zeppa alla moglie di Spinelloccio:
(Decamerone, Nov. 78ª - Dec. 13ª)
L'episodio anche riportato nel film Decameron nº 2 - Le altre novelle del Boccaccio, del 1972.  
L'origine del motto è sconosciuta, ma già nell'antica Roma erano in uso similari sentenze come «Par pro pari referre», «Par pari hostimentum dare» o «Nulli nocendum: siquis vero laeserit, multandum simili iure».
Anche Dante, nella Divina Commedia, utilizza un motto molto simile:
(Divina commedia - Inferno XXXIII, 118-120)
Secondo una diversa interpretazione  l'espressione aveva in origine un significato positivo poiché si rifaceva alle usanze di buon vicinato quando cioè chi aveva cotto delle focacce, fatte con della farina ricevuta in prestito ne donava qualcuna al suo vicino il quale ricambiava con del pane: quindi una grande pagnotta per delle piccole focacce.